# Elżbieta Izabela Lubomirska
Elżbieta Izabela Czartoryska (21 de mayo de 1736-11 de noviembre de 1816), más conocida por su nombre de casada, Izabela Lubomirska, fue una princesa y mujer de la nobleza polaca.

## Biografía

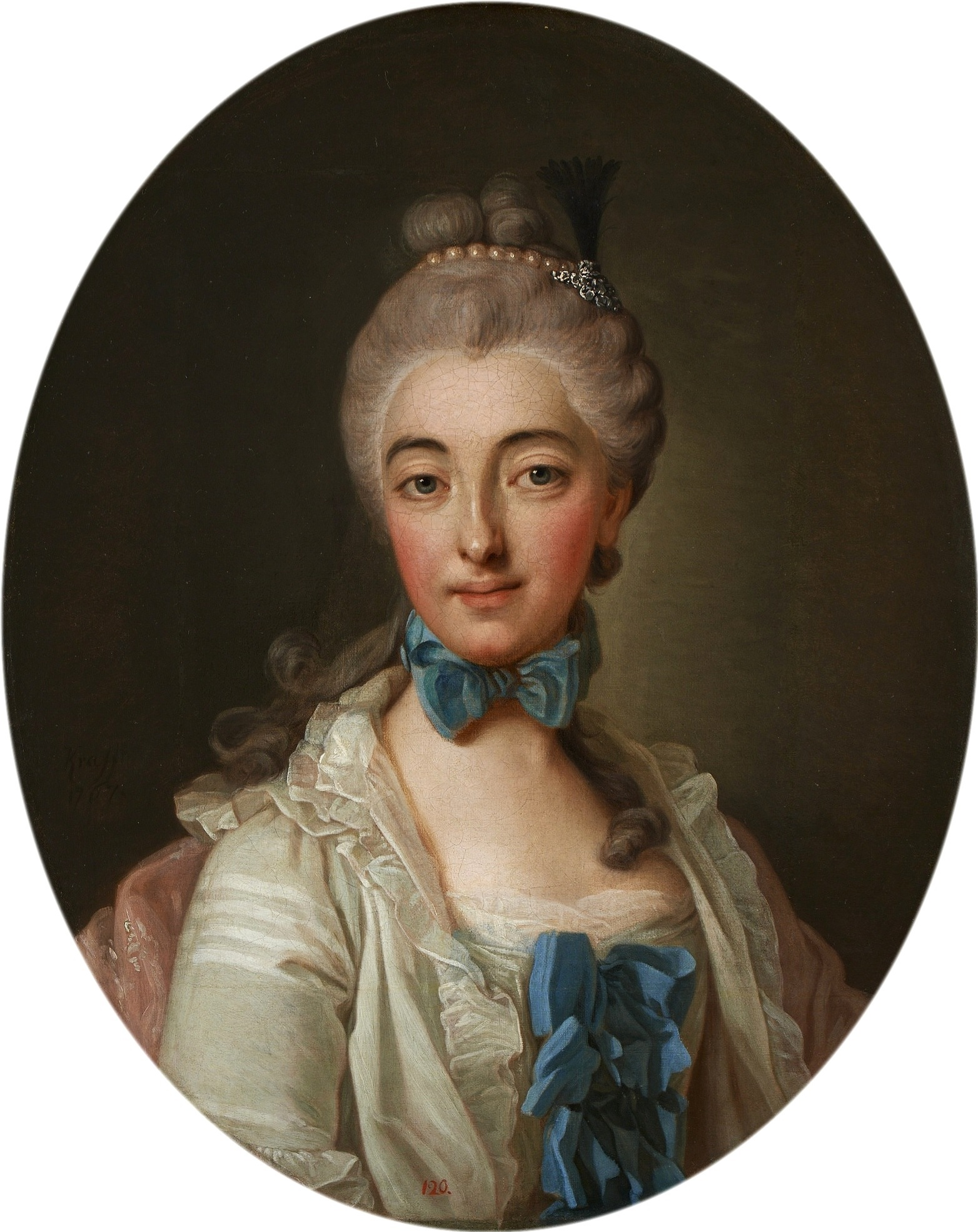
Retrato de Izabela de Per Krafft el Viejo, 1767.

Fue hija de August Aleksander Czartoryski, uno de los líderes de la Familia, y Maria Zofia Czartoryska. En su juventud, se enamoró de su primo, Stanisław August Poniatowski, más tarde elegido rey de Polonia, pero no pudo casarse con él debido a las objeciones de su padre, que lo consideraba poco rico o influyente.
Finalmente, se casó con Stanisław Lubomirski el 9 de junio de 1753, más tarde Gran Mariscal de la Corona, con quien tuvo cuatro hijos: Julia, Konstancja, Elżbieta y Aleksandra .
Fue miembro de la Logia de Adopción de Mujeres -Dobroczynność ('Caridad')- de los masones polacos desde 1783. Debido a su gusto por el azul que solía llevar, la llamaron la «Marquesa Azul».
Lubomirska fue una de las terratenientes más grandes y ricas de la República de las Dos Naciones. Sus propiedades incluían el palacio de Wilanów (residencia real anterior de Juan III Sobieski) cerca de Varsovia, el palacio de Ursynów (entonces llamado Rozkosz), que construyó para su hija Aleksandra, y el palacio Mon Coteau en Mokotów (hoy Palacio Szustra). Puso la primera piedra para la construcción del Teatro Nacional de Varsovia e inició la reconstrucción de la finca de la familia de su marido, el castillo de Łańcut, en estilo rococó.

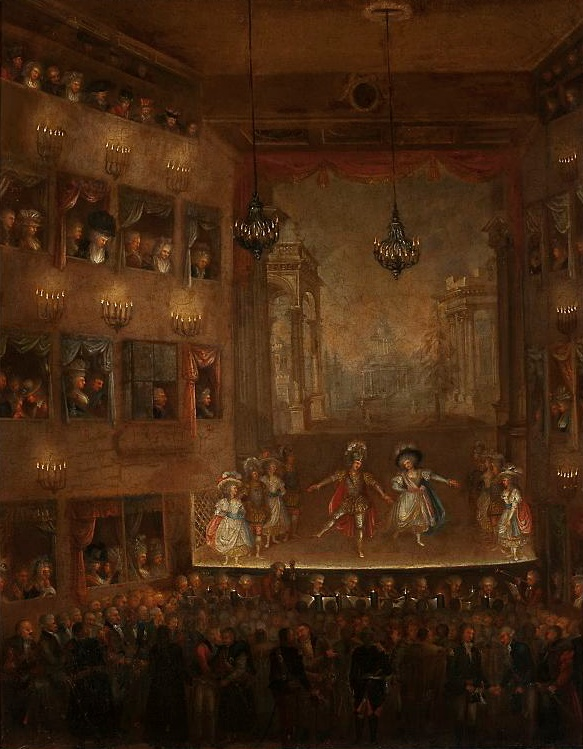
Actuación en presencia del rey Estanislao II en agosto de 1790. La pintura representa el interior del primer Teatro Nacional de Varsovia situado en la plaza Krasiński. Este teatro fue apoyado generosamente por Elżbieta Lubomirska.

Sin duda, fue una de las mujeres más destacadas de la Polonia del siglo XVIII. Tomó una parte muy activa en la política de su campo, luchó tanto por la adquisición de cortes extranjeras como por las masas de la nobleza polaca. Al principio, le tenía mucho cariño al presunto amante de su juventud, Estanislao II; luego luchó contra él apasionadamente. Amargada por el fracaso de sus acciones en la corte, se mudó a París y, tras el estallido de la revolución, escapó a Viena. Además de su actividad política, se destacó como protectora progresista de los campesinos: fundó escuelas y hospitales en sus haciendas.

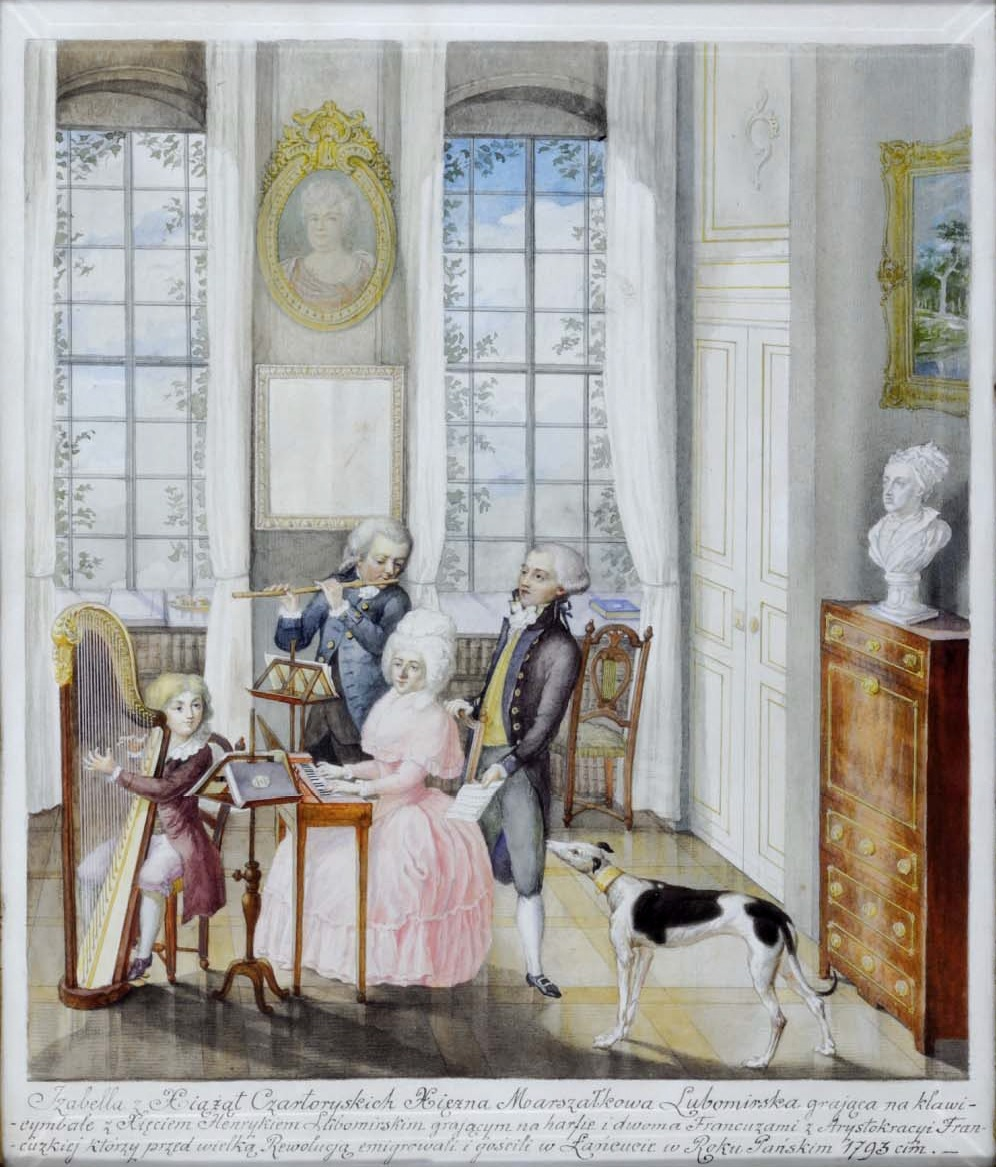
Izabela tocando un concierto con el Príncipe Henryk Lubomirski (tocando el arpa) y sus dos amistades francesas en Łańcut, 1793.

Murió el 25 de noviembre de 1816 en Viena. Fue enterrada en el cementerio de Währing. El 23 de septiembre de 1885, debido a la liquidación del cementerio de Währing, el ataúd fue transportada a la iglesia parroquial de Łańcut. Anteriormente, se erigió en el templo un monumento de mármol blanco de Carrara, financiado por el conde Alfred Potocki.
En la finca Łańcut, fundó una destilería que existe hoy bajo el nombre de Polmos Łańcut.